# Margarita Stāraste
Margarita Stāraste-Bordevīka (apellido de soltera, Barvika; Vladimir, Rusia zarista, 2 de febrero de 1914 – 18 de febrero de 2014) fue una escritora e ilustradora de literatura infantil letona.
Sus libros más populares fueron Balti tīri sniega vīri (1942), Ziemassvētku pasakas (1943), Zīļuks (1961), Pasaku ābece (1969) y Lācīša Rūcīša raibā diena (1977). Su primer libro fue pblicado en 1942. FUe coautor de la colección de canciones populares en lengua livonia Urū! Rurū! (1994), publicado posteriormente también en letón.
El 7 de abril de 1999, Stāraste-Bordevīka fue premiado con el título de Comandante de la Orden de las Tres Estrellas.